# DR 19.0 Reko sorozat
A DR 19 egy német 1'D1' h4v tengelyelrendezésű gőzmozdonysorozat volt. Összesen kettő db készült belőle 1964-ben és 1965-ben. 1976-ban selejtezték.